# Mazda MX-6
La Mazda MX-6 est un coupé du constructeur automobile japonais Mazda lancé fin 1991. Il s'agit d'un coupé directement dérivé de la 626 (Capella au japon).
L'Europe et le Japon n'ont connu qu'une génération de MX-6, basée sur le duo 626 / Capella de la série 1991 - 1997.
Certains pays, dont les États-Unis, avaient déjà associé cette appellation à la Mazda 626 coupé de la génération précédente dès 1987.

## Génération 1991 - 1997
À partir de fin 1991 en Europe comme au Japon, et pour une génération seulement, le coupé 626 (ou Capella) se distingue de "sa" berline en prenant l'appellation MX-6. Ce qui permet à Mazda de proposer une gamme de produits "de caractère" estampillée MX, avec les MX-3, MX-5 et MX-6, gamme coiffée par la sportive RX-7.
Si elle possède sa propre carrosserie, la MX-6 est en revanche techniquement identique à la 626 qui sort en même temps qu'elle. La plate-forme est donc également celle qui sert à la Ford Probe. En France, la gamme se compose du 2 litres essence de 115 ch et du V6 2,5 litres de 165 ch. Celui-ci est proposé soit en boîte automatique, soit en boîte manuelle 5 vitesses avec, dans ce cas, le système 4WS à quatre roues directrices.
Au Japon, la gamme comprend deux V6 : un petit 2 litres de 160 ch et le 2,5 litres connu en Europe mais poussé à 200 ch.
La MX-6 est un coupé 4 places aux lignes fluides, parfois qualifiées de molles ; c'est l'époque de ce qui s'appelle le "bio-design", très en vogue dans la production japonaise, et spécialement chez Mazda. Ces formes effilées permettent d'afficher un coefficient aérodynamique (Cx) de 0,30, plutôt bon, sans valoir le 0,26 affiché par son rival l'Opel Calibra auquel on ne peut, à l'époque, s'empêcher de le comparer.
La carrière de la MX-6 sera nettement moins brillante que celle de l'Opel. En France, la commercialisation débute en 1992. Cette année-là, 504 exemplaires sont immatriculés. Le chiffre tombe à 296 en 1993, à 123 en 1994 puis à 68 en 1995. Il s'en immatriculera encore quatre exemplaires en 1996 (soit un total de 995 ventes en France) mais le programme d'importation aura cessé dès 1995. Sur le marché international et notamment au Japon et aux États-Unis, la MX-6 restera livrable jusqu'en 1997, à l'approche de la sortie de la génération suivante de 626.[source insuffisante]